# Stigmatura budytoides
Stigmatura budytoides là một loài chim trong họ Tyrannidae.